# Atletismo nos Jogos Pan-Americanos de 1951 - 50 km marcha atlética masculina
Os 50 km marcha atlética foram um dos eventos do atletismo nos Jogos Pan-Americanos de 1951, em Buenos Aires. A prova ocorreu na Avenida General Paz, entre a Ponte de la Noria e a Avenida del Libertador, no dia 28 de fevereiro.

## Medalhistas
| Ouro   | ARG Sixto Ibañez     |
| Prata  | TRI James Jackson    |
| Bronze | ARG Armando González |

### Final
| Pos.              | Atleta           | País                  | Tempo     |
| ----------------- | ---------------- | --------------------- | --------- |
| Medalha de ouro   | Sixto Ibañez     | ARG Argentina         | 5.06.07 m |
| Medalha de prata  | James Jackson    | TRI Trinidad e Tobago | 5.21.13 m |
| Medalha de bronze | Armando González | ARG Argentina         | 5.27.00 m |
| 4                 | Carmelo Caputto  | ARG Argentina         | 5.28.40 m |